# Діабетична нейропатія
Діабетичні нейропатії - це група розладів з ураженням нервів, пов'язаних з цукровим діабетом. Вважається, що ці стани є наслідком діабетичної мікроангіопатії у дрібних кровоносних судинах, що постачають кров нервам (vasa nervorum) на додаток до макроангіопатії. Відносно частими розладами, які можна зв'язати з діабетичною нейропатією, є паралічі третьої, четвертої чи шостої пари черепних нервів; мононейропатія; множинна мононейропатія; діабетична аміотрофія; болюча полінейропатія; автономна нейропатія та торакоабдомінальна нейропатія.

## Ознаки та симптоми

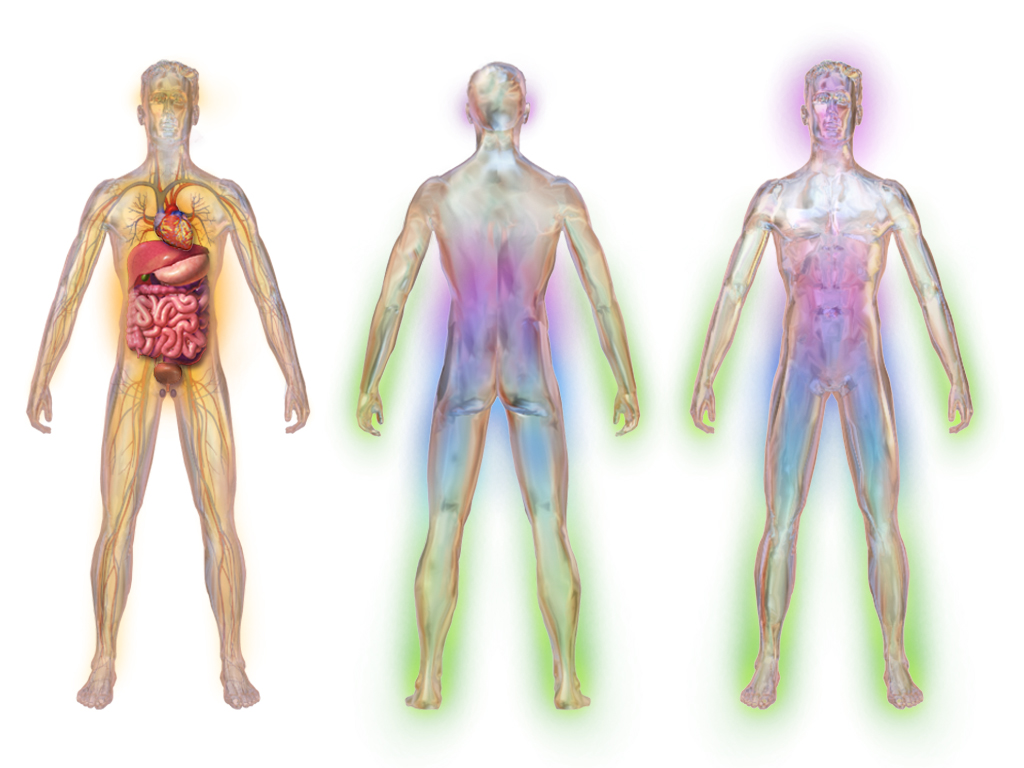
Ілюстрація ділянок ураження діабетичною нейропатією

Діабетична нейропатія спричиняє вплив на всі периферийні нерви, в тому числі сенсорні нейрони, мотонейрони, але рідко вражає автономну нервову систему. Таким чином, діабетична нейропатія може вражати всі органи системи, що мають іннервацію. Виділяють декілька чітких синдромів, що ґрунтуються на уражених системах органів чи частинах тіла, але їх перелік не є виключним. В пацієнта може бути сенсомоторна та автономна нейорапатія чи будь-яка інша комбінація уражень. Ознаки та симптоми різняться в залежності від залучених нервів та можуть включати симптоми, що не вказані у переліку нижче. Зазвичай розвиток симптомів йде повільно, роками.
Ось деякі можливі симптоми:
- Порушення рівноваги
- Оніміння та поколювання у кінцівках
- Дизестезія (ненормальні відчуття від певної частини тіла)
- Діарея
- Еректильна дисфункція
- Нетримання сечі (втрата контролю над функцією сечового міхура)
- Провисання обличчя, рота та повік
- Зміни зору
- Запаморочення
- М'язова слабкість
- Дисфагія (порушення ковтання)
- Порушення мовлення
- Фасцикуляції (неконтрольовані м'язові скорочення)
- Аноргазмія
- Ретроградна еякуляція
- Пекучий чи електричний біль